# هنري دبليو. أرمسترونغ
هنري دبليو. أرمسترونغ (بالإنجليزية: Henry W. Armstrong)‏ هو ملحن أمريكي، ولد في 22 يوليو 1879 في سومرفيل في الولايات المتحدة، وتوفي في 22 فبراير 1951 في نيويورك في الولايات المتحدة.

## وصلات خارجية
- هنري دبليو. أرمسترونغ على موقع IMDb (الإنجليزية)
- هنري دبليو. أرمسترونغ على موقع ميوزك برينز (الإنجليزية)